# Grewia maroana
Grewia maroana là một loài thực vật có hoa trong họ Cẩm quỳ. Loài này được Aug.DC. mô tả khoa học đầu tiên năm 1901.